# Futuridium EP Deluxe
Futuridium EP Deluxe est un jeu vidéo de type shoot 'em up développé et édité par MixedBag, sorti en 2014 sur Windows, Wii U, PlayStation 4, New Nintendo 3DS, PlayStation Vita et iOS.

## Accueil
- IGN Italie : 8/10 (PS4/PSV)[1]
- Nintendo Life : 7/10 (Wii U/N3DS)[2]